# Walter Buser

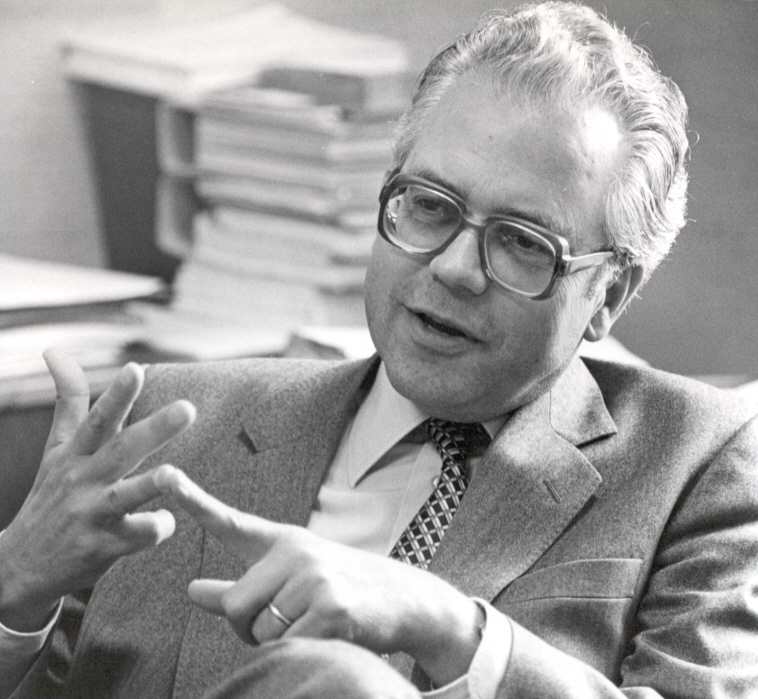
Walter Buser

Walter Buser (Lausen, 14 april 1926 - 17 augustus 2019) was een Zwitsers jurist en politicus voor de Sociaaldemocratische Partij van Zwitserland (SP/PS).

## Biografie
Buser bezocht het humanistisch gymnasium in Bazel en studeerde daarna rechten en economie in Bazel en Bern. Hij werd lid van de Sociaaldemocratische Partij van Zwitserland en was sinds 1950 rechtsconsulent en redacteur bij sociaaldemocratische dagbladen. Van 1956 tot 1962 was hoofdredacteur van de Sozialdemokratischen Bundeshauskorrespondenz, een krant die verslag deed van de activiteiten in het Federaal Paleis in Bern. Van 1965 tot 1968 was hij het hoofd van de Rechts- en Informatiedienst van het Departement van Binnenlandse Zaken. Vervolgens publicist van stukken met betrekking tot wetgeving, het functioneren van de overheid en overheidscontrole.
Buser was van 1968 tot 1981 vicekanselier onder Karl Huber. In 1977 werd hij buitengewoon hoogleraar openbaar recht (met in het bijzonder federaal administratief recht).
Buser werd in 1981, als opvolger van Karl Huber, tot bondskanselier gekozen. Hij bleef bondskanselier tot 30 juni 1991. Voor zijn verkiezing waren meerdere stemrondes nodig. Zijn tegenkandidaten waren Joseph Voyame (CVP/PDC) en Hans-Ulrich Ernst (SVP/PDC).
Buser was de eerste (en tot nu toe laatste) sociaaldemocratische bondskanselier. Hij hield regelmatig persconferenties en wijzigde de stemprocedures bij bevolkingsinitiatieven. Op de Bondskanselarij voerde hij het systeem van elektronische dataprocessing in.
Hij publiceerde veel op het gebied van politiek, economie, journalistiek en recht. In 1983 werd hij door de SP kandidaat gesteld voor de vrijgekomen plek in de Bondsraad, als het gevolg van het overlijden van SP/PS'er Willy Ritschard. Hij werd echter niet gekozen en Otto Stich (SP/PS) werd de opvolger van Ritschard.